# Örebro HK
Örebro HK je profesionální švédský hokejový tým. Byl založen v roce 1990 jako nástupce týmu Örebro IK, který zkrachoval. Do druhé nejvyšší soutěže postoupil poprvé v sezóně 2000/01 a setrval tam tři sezóny, neboť v sezóně 2003/04 sestoupil do Division 1. Zpět postoupil až v sezóně 2008/09.

## Češi v týmu
| Ročník                      | Hráči ČR                                       | Link |
| --------------------------- | ---------------------------------------------- | ---- |
| 2012/2013                   | Lukáš Vopelka                                  |      |
| 2013/2014                   | Lukáš Vopelka                                  |      |
| 2014/2015                   | Lukáš Vopelka, Jakub Krejčík                   |      |
| 2015/2016                   | Jakub Krejčík, Jakub Petružálek, Petr Zámorský |      |
| 2016/2017                   | Petr Zámorský,                                 |      |
| 2017/2018                   | Ondřej Vitásek                                 |      |
| 2018/2019                   | nikdo                                          |      |
| 2019/2020                   | Dominik Furch                                  |      |
| 2020/2021                   | nikdo                                          |      |
| 2021/2022                   | Libor Šulák, Petr Zámorský                     |      |
| 2022/2023                   | Radek Mužík                                    |      |
| 2023/2024                   | nikdo                                          |      |
| 2024/2025                   | nikdo                                          |      |
| 2025/2026                   | nikdo                                          |      |
| Zdroj na eliteprospects.com |                                                |      |

## Přehled ligové účasti
| Švédsko (2013 – ) |                     |           |                                                                                   |                                                                                   |                                                                                   |
| Sezóny            | Soutěž              | ZČ        | Play-off, nadstavba, sk. o udržení...                                             | Poznámky                                                                          |                                                                                   |
| 2013/2014         | Svenska hockeyligan | 11. místo | Ne                                                                                |                                                                                   |                                                                                   |
| 2014/2015         | Svenska hockeyligan | 6. místo  | Čtvrtfinále Prohra s Växjö Lakers HC 2 : 4                                        |                                                                                   |                                                                                   |
| 2015/2016         | Svenska hockeyligan | 8. místo  | Předkolo Prohra s HV71 0 : 2                                                      |                                                                                   |                                                                                   |
| 2016/2017         | Svenska hockeyligan | 12. místo | Ne                                                                                |                                                                                   |                                                                                   |
| 2017/2018         | Svenska hockeyligan | 12. místo | Ne                                                                                |                                                                                   |                                                                                   |
| 2018/2019         | Svenska hockeyligan | 10. místo | Předkolo Prohra s Växjö Lakers HC 0 : 2                                           |                                                                                   |                                                                                   |
| 2019/2020         | Svenska hockeyligan | 8. místo  | Ročník zrušen po odehrání základní části a nadstavby z důvodu Pandemie covidu-19. | Ročník zrušen po odehrání základní části a nadstavby z důvodu Pandemie covidu-19. | Ročník zrušen po odehrání základní části a nadstavby z důvodu Pandemie covidu-19. |
| 2020/2021         | Svenska hockeyligan | 6. místo  | Semifinále Prohra s Växjö Lakers HC 2 : 3                                         |                                                                                   |                                                                                   |
| 2021/2022         | Svenska hockeyligan | 7. místo  | Čtvrtfinále Prohra s Luleå HF 1 : 4                                               |                                                                                   |                                                                                   |
| 2022/2023         | Svenska hockeyligan | 4. místo  | Semifinále Prohra s Skellefteå AIK 2 : 4                                          |                                                                                   |                                                                                   |
| 2023/2024         | Svenska hockeyligan | 10. místo | Předkolo Prohra s Luleå HF 1 : 2                                                  |                                                                                   |                                                                                   |
| 2024/2025         | Svenska hockeyligan | 9. místo  | Předkolo Prohra s Växjö Lakers HC 1 : 2                                           |                                                                                   |                                                                                   |
| 2025/2026         | Svenska hockeyligan |           |                                                                                   |                                                                                   |                                                                                   |